# Vor Frelsers Sogn (Vejle Kommune)
 For alternative betydninger, se Vor Frelsers Sogn. (Se også artikler, som begynder med Vor Frelsers Sogn)
Vor Frelsers Sogn er et sogn i Vejle Provsti (Haderslev Stift).
Efter at Vor Frelsers Kirke blev opført i 1907, blev Vor Frelsers Sogn udskilt fra Sankt Nicolai Sogn, der lå i Vejle købstad, som geografisk hørte til Nørvang Herred i Vejle Amt. Ved kommunalreformen i 1970 blev Vejle købstad kernen i Vejle Kommune.
Efter at Sankt Johannes Kirke blev opført i 1941, blev Sankt Johannes Sogn udskilt fra Sankt Nicolai Sogn og Vor Frelsers Sogn. Efter at Nørremarkskirken blev opført i 1976, blev Nørremarks Sogn udskilt fra Vor Frelsers Sogn.
I Vor Frelsers Sogn findes følgende autoriserede stednavne:
- Vejle Sygehus (station)